# The Van (1977)
The Van is een Amerikaanse low-budget filmkomedie uit 1977, geregisseerd door Sam Grossman.

## Verhaal
Bobby (Stuart Getz) is een verlegen tiener die droomt van Tina (Deborah White), het mooiste meisje van de school. Tina ziet hem niet staan, maar wanneer Bobby genoeg geld heeft verdiend om een supercool Chevy-busje te kopen, compleet met waterbed, koelkast en broodrooster, krijgt hij ineens wel veel aandacht van andere meisjes. Een voor een stappen ze bij hem in, waarbij de één nog meer kledingstukken in zijn busje achterlaat dan de ander. Maar hoeveel meisjes zich ook aanbieden, Bobby kan Tina niet uit zijn gedachten krijgen...